# 巴哈伊信仰文献
巴哈伊信仰文献像许多其他宗教文献一样，涵盖了多种主题和形式，包括宗教经典、启示、解释、历史、传记、介绍、学习材料等。有时，特定的著作同时包含了前面的多种形式。
巴哈伊的宗教经典被称为巴哈伊信仰的圣作，特指巴孛、巴哈欧拉、阿博都巴哈、守基·阿芬第和世界正义院所著的作品及被认定为真实的阿博都巴哈谈话记录。巴孛和巴哈欧拉的作品被认为是神圣启示，阿博都的巴哈作品和谈话及守基阿芬第的作品被认为是权威解释、世界正义院的作品则被认为是权威立法及说明。 这些著作都在一定程度上被认为是神圣指引。
巴哈伊信仰大量的依赖宗教经典。識字在巴哈伊信仰中是被强烈鼓励的，这样信徒就可以自己来阅读相关著作。此外，巴哈伊也总是回到主要著作中去寻找有关教义的问题。
巴哈伊许多早期著作为被称作书简的给个人或社区的信件，他们在不同时期被收入各种巴哈伊出版物。时至今日，世界正义院依然使用信件作为主要的交流方法。

## 文学形式
总的来说，特定作品的文学形式从它的名字上就可以得知。

### 圣作、启示和解释
巴哈伊认为信仰的创立者巴孛和巴哈欧拉直接从上帝获得了启示。因此，他们的作品被认为受到了神圣指引，成为圣作或启示。
阿博都巴哈被巴哈欧拉任命为他的继承人，且被授权解释相关宗教经典。因此阿博都巴哈的作品被认为是权威性的指引或解释，同时也是巴哈伊圣作的组成部分。阿博都巴哈、巴孛和巴哈欧拉被认为是巴哈伊信仰的核心人物。
而守基·阿芬第的解释和指引同样被认为具有权威性，但是其作品并不被认为是启示或宗教经典。
在巴哈伊看来，世界正义院没有义务解释巴哈欧拉、阿博都巴哈、守基·阿芬第的作品；但是，其承担回答关于这些作品问题的责任。只要尚处有效状态（世界正义院会根据需要调整或废除其自己曾作出的决定），这些回答也被认为是有权威性的， 并常被结集编入出版物。
巴哈伊核心人物、守基·阿芬第和世界正义院的作品组成了巴哈伊信仰的圣作。
有一类特别的作品由巴哈伊信仰的核心人物的作品组成，这些作品包括各种祈祷书，其中的祈祷文多出自核心人物的信件。巴哈欧拉的《祈祷与沉思》是一套重要的作品。因为巴哈伊有祈祷、沉思和每日学习圣作的义务，所以该作品在巴哈伊中十分常见。

### 历史和传记
守基·阿芬第所著的唯一书籍《神临记》介绍了信仰在1844年至1944年间的历史。纳比勒扎兰迪的《破晓群英传》介绍了信仰从巴比时期到1853年巴哈欧拉自波斯被驱逐阶段的历史。
鲁伊希·哈努姆所著的《监护者司职期》详细介绍了从1957年守基·阿芬第去世至1963年世界正义院完成选举并设立这一过渡阶段的历史。
此外，存在许多涉及信仰早期在中东或其他地区历史的书籍，其中大量作品具有传记性质。H.M.巴柳齐及阿迪卜·塔赫尔扎德聚焦于信仰的核心人物与其同时代人物的历史和传记尤其引人注目。

### 介绍与学习材料
主要由哥伦比亚巴哈伊社区制作的儒禧课程系列书籍受其启发的学习材料，被全世界巴哈伊社区认为有相当的重要性。这些材料被广泛应用于巴哈伊学习小组及巴哈伊培训机构。

## 语言
包括巴哈欧拉的著作在内的大部分巴哈伊信仰文献，以波斯文或阿拉伯文写就。 守基·阿芬第用他创造的巴哈伊独特的拼写体系将大量著作翻译成英文。因守基·阿芬第不仅是翻译人员，还在信仰中具有解释圣作的权威性，因此他的翻译风格极大的影响了巴哈伊信仰文献的英文翻译工作。
中文的巴哈伊信仰文献大多以英文为基础进行翻译。

## 真实性与权威性
巴哈伊特别注重特定作品-特别是有权威性人物作品的真实性。世界正义院的研究部门及国际巴哈伊图书馆的主要职责就是收集、编撰及翻译这些作品。
相比之下，朝圣者笔记则是真实性未被验证的信仰核心人物的言论作品。虽然这些作品鼓舞人心，但并不被认为具有权威性。一些阿博都巴哈的谈话集 （如《阿博都巴哈在伦敦》、《巴黎谈话》、《弘扬世界和平》）即属这一类别，其真实性也待进一步验证。 1910年至1924年间出版的《西方之星》，包含大量朝圣者笔记及未经验证的阿博都巴哈的信件。
巴哈伊并没有类似伊斯兰教中圣训的理论，“圣训”的权威性并不被考虑。
巴哈伊社区一直努力扩大被验证及被翻译作品的范围，《亚格达斯经》、《圣秘瑰宝》等作品即属晚近添加。

## 重要著作

### 圣作

#### 巴孛
- 波斯语巴扬经
- 阿拉伯语巴扬经
- 巴孛圣典选集

#### 巴哈欧拉
- 致狼子书简
- 七谷经
- 四谷经
- 隐言经
- 笃信经
- 亚格达斯经
- 巴哈欧拉书简集 启示于《亚格达斯经》之后
- 巴哈欧拉圣典选集
- 圣秘瑰宝
- 万军之主的诏谕
- 祈祷与沉思
- 巴哈欧拉的宣示
- 大同圣帐：巴哈欧拉复马尼克齐·萨希卜书及其他著作

#### 阿博都巴哈
- 神圣文明的隐秘
- 已答之问
- 阿博都巴哈在伦敦
- 巴黎谈话
- 弘扬世界和平：阿博都巴哈1912年北美演讲录
- 忠信群英传
- 神圣计划书简集
- 阿博都巴哈的遗嘱

#### 核心人物：祈祷书
- 巴孛; 巴哈欧拉; 阿博都巴哈. . 中国澳门: 新纪元国际出版社. 2016  [2017-05-19]. ISBN 978-99965-46-29-7. （原始内容存档于2017-08-18）.

#### 守基·阿芬第
- 神圣正义之降临
- 神临记
- 巴哈伊行政

#### 世界正义院及其下属机构
- 世界正义院.  胶装. 中国澳门: 新纪元国际出版社. 2009  [2019-12-01]. ISBN 978-99937-20-73-7. （原始内容存档于2019-03-18）.
- 巴哈伊世界中心.  胶装. 中国澳门: 新纪元国际出版社. 2013 [2005]  [2017-05-11]. ISBN 978-99965-46-14-3. （原始内容存档于2018-06-04）.

### 其他作者的作品

#### 阿迪卜·塔希尔扎德
- 阿迪卜·塔赫尔扎德.  胶装. 中国澳门: 新纪元国际出版社. 2014 [1976]  [2017-05-11]. ISBN 978-99965-46-32-7. （原始内容存档于2017-03-01）.
- 阿迪卜·塔赫尔扎德.  胶装. 中国澳门: 新纪元国际出版社. 2016 [1977]  [2017-05-11]. ISBN 978-99937-20-58-4. （原始内容存档于2017-03-01）.
- 阿迪卜·塔赫尔扎德.  胶装. 中国澳门: 新纪元国际出版社. 2011 [1984]  [2017-05-11]. ISBN 978-99937-20-99-7. （原始内容存档于2017-02-28）.
- 阿迪卜·塔赫尔扎德.  胶装. 中国澳门: 新纪元国际出版社. 2012 [1987]  [2017-05-11]. ISBN 978-99965-46-11-2. （原始内容存档于2017-03-01）.

#### 纳比勒-阿扎姆
- 纳比勒-阿扎姆.  胶装. 中国澳门: 新纪元国际出版社. 2011 [1890]  [2017-05-11]. ISBN 978-99937-20-93-5. （原始内容存档于2017-03-01）.

#### 鲁希叶·拉巴尼
- 鲁希叶·拉巴尼.  胶装. 中国澳门: 新纪元国际出版社. 2012 [1969]  [2017-05-11]. ISBN 978-99965-46-06-8. （原始内容存档于2017-09-11）.
- 监护者司职期

#### H.M.巴柳齐
- H.M.巴柳齐.  胶装. 中国澳门: 新纪元国际出版社. 2015 [2001]  [2019-12-01]. ISBN 978-99965-46-36-5. （原始内容存档于2018-06-04）.

### 期刊
- 天下一家电子杂志 （页面存档备份，存于） （2012年至2015年发行）